# Várzea da Serra
Várzea da Serra is een plaats (freguesia) in de Portugese gemeente Tarouca en telt 380 inwoners (2001).